# 박찬희 (농구 선수)
박찬희(朴燦熙, 1987년 4월 17일 ~ )는 한국 프로농구 원주 DB 프로미 소속 농구 선수이다. 포지션은 포인트 가드이다.

## 경력

### 클럽
- 2010.09 안양 한국인삼공사
- 2010.02 ~ 2010.09 안양 KT&G 카이츠
- 2011.07 안양 KGC 인삼공사
- 2012 상무 농구단
- 2014 ~ 2016.05 안양 KGC인삼공사
- 2016.05 ~ 인천 전자랜드 엘리펀츠[1]

### 국가대표
- 2007년 하계 유니버시아드 농구 남자
- 2010년 아시안 게임 농구 남자
- 2011년 동아시아 남자농구선수권대회
- 2011년 윌리엄 존스컵 남자
- 2011년 FIBA 아시아 선수권 대회
- 2013년 EABA 동아시아 남자농구선수권대회
- 2014년 아시안 게임 농구 남자

## 수상
- 2010년 아시안 게임 농구 남자 은메달
- 2011년 스포츠토토 한국농구대상 신인상
- 2011년 현대모비스 프로농구 정규리그 신인상
- 2013년 EABA 동아시아남자농구선수권대회 우승
- 2014년 아시안 게임 농구 남자 금메달